# BMW M70
BMW M70 – silnik BMW produkowany i wykorzystywany w modelach BMW E32 i BMW E31 w latach 1987-1996.

## M70 (BMW 750i, BMW 750iL,BMW 850i)

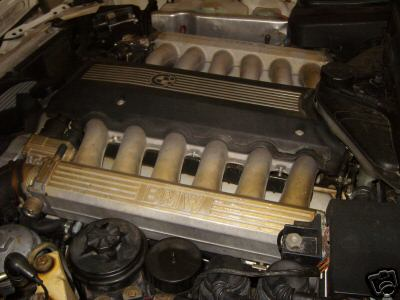
V12 M70

| Producent                                  | BMW - Niemcy                           |
| Liczba cylindrów                           | V12 60° w układzie V                   |
| Masa silnika                               | 240 kg                                 |
| Liczba zaworów                             | 2 zawory na cylinder (2v) 24v OHC      |
| Średnica cylindrów                         | 84,0 mm                                |
| Skok tłoka                                 | 75,0 mm                                |
| Pojemność cm³                              | 4988 cm³                               |
| Stopień sprężania z katalizatorem          | 8,8:1                                  |
| Moc maksymalna z katalizatorem             | 220 kW - 300 KM                        |
| Obroty maksymalne                          | 5200 obr./min (chwilowe 5500 obr./min) |
| Maksymalny moment obrotowy z katalizatorem | 450 Nm przy 4100 obr./min              |
| ------------------------------------------ | -------------------------------------- |

## M73-B54 / M73TUB54 (BMW 750i, BMW 750iL), (BMW 850Ci)

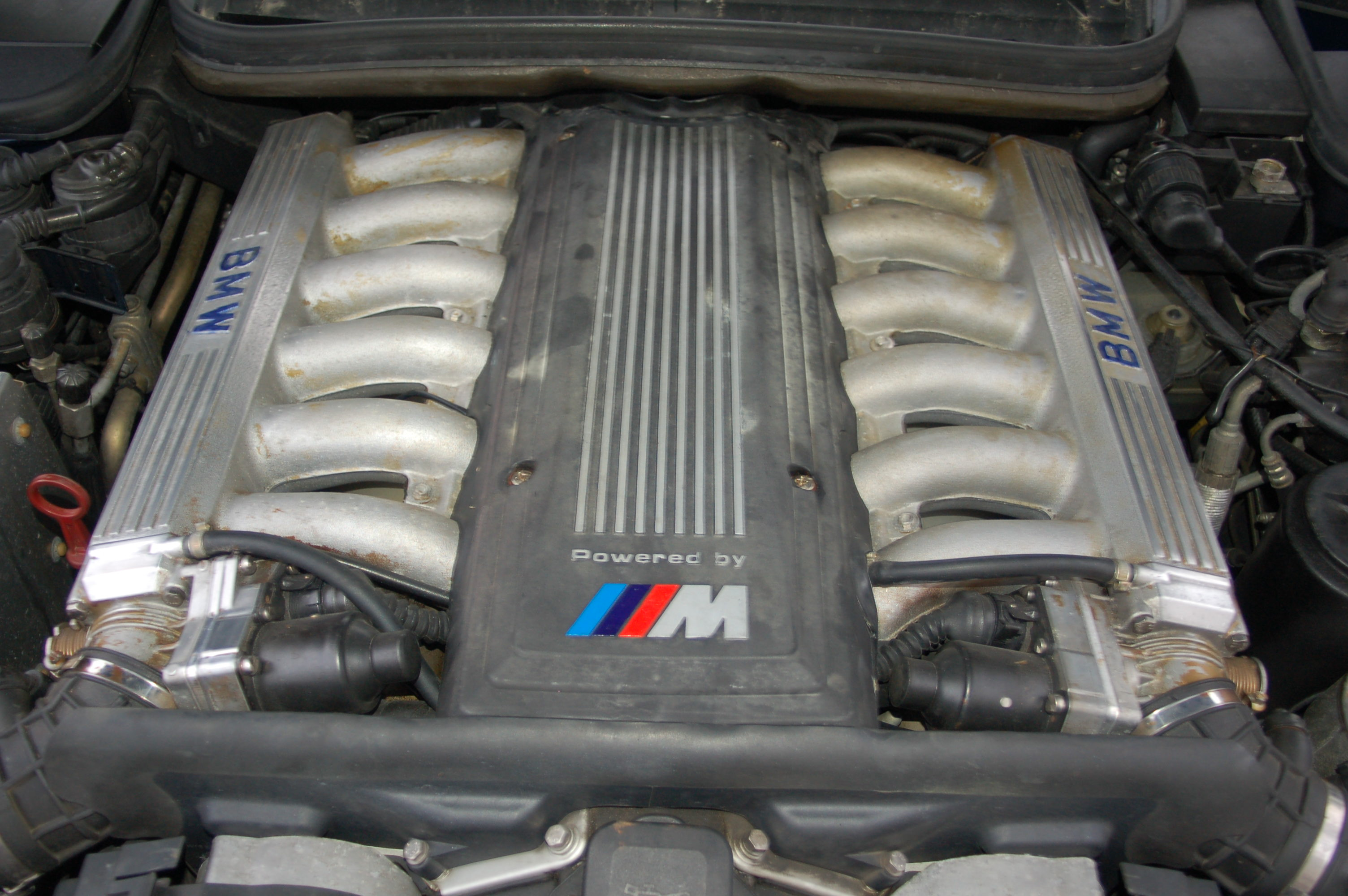
V12 S70 BMW 850 CSi

| Producent                                  | BMW – Niemcy                             |
| Liczba cylindrów                           | V12 60° w układzie V. Bosch Motronic 1.2 |
| Masa silnika                               | 280 kg                                   |
| Liczba zaworów                             | 2 zawory na cylinder 24v OHC             |
| Średnica cylindrów                         | 85,0 mm                                  |
| Skok tłoka                                 | 79,0 mm                                  |
| Pojemność cm ³                             | 5379 cm³                                 |
| Stopień sprężania z katalizatorem          | 10,0:1                                   |
| Moc maksymalna z katalizatorem             | 240 kW - 326 KM                          |
| Obroty maksymalne                          | 5000 obr./min (chwilowe 5500 obr./min)   |
| Maksymalny moment obrotowy z katalizatorem | 490 Nm przy 3900 obr./min                |
| ------------------------------------------ | ---------------------------------------- |

## S70-B56 (BMW 850CSi)
| Producent                                  | BMW M-Motorsport – Niemcy              |
| Liczba cylindrów                           | V12 60° w układzie V                   |
| Masa silnika                               | 280 kg                                 |
| Liczba zaworów                             | 2 zawory na cylinder (2v) 24v OHC      |
| Średnica cylindrów                         | 86,0 mm                                |
| Skok tłoka                                 | 80,0 mm                                |
| Pojemność cm ³                             | 5576 cm³                               |
| Stopień sprężania z katalizatorem          | 9.8:1                                  |
| Moc maksymalna z katalizatorem             | 280 kW - 380 KM                        |
| Obroty maksymalne                          | 5300 obr./min (chwilowe 5500 obr./min) |
| Maksymalny moment obrotowy z katalizatorem | 550 Nm przy 4000 obr./min              |
| ------------------------------------------ | -------------------------------------- |

## S70/1-B60 (BMW M8)

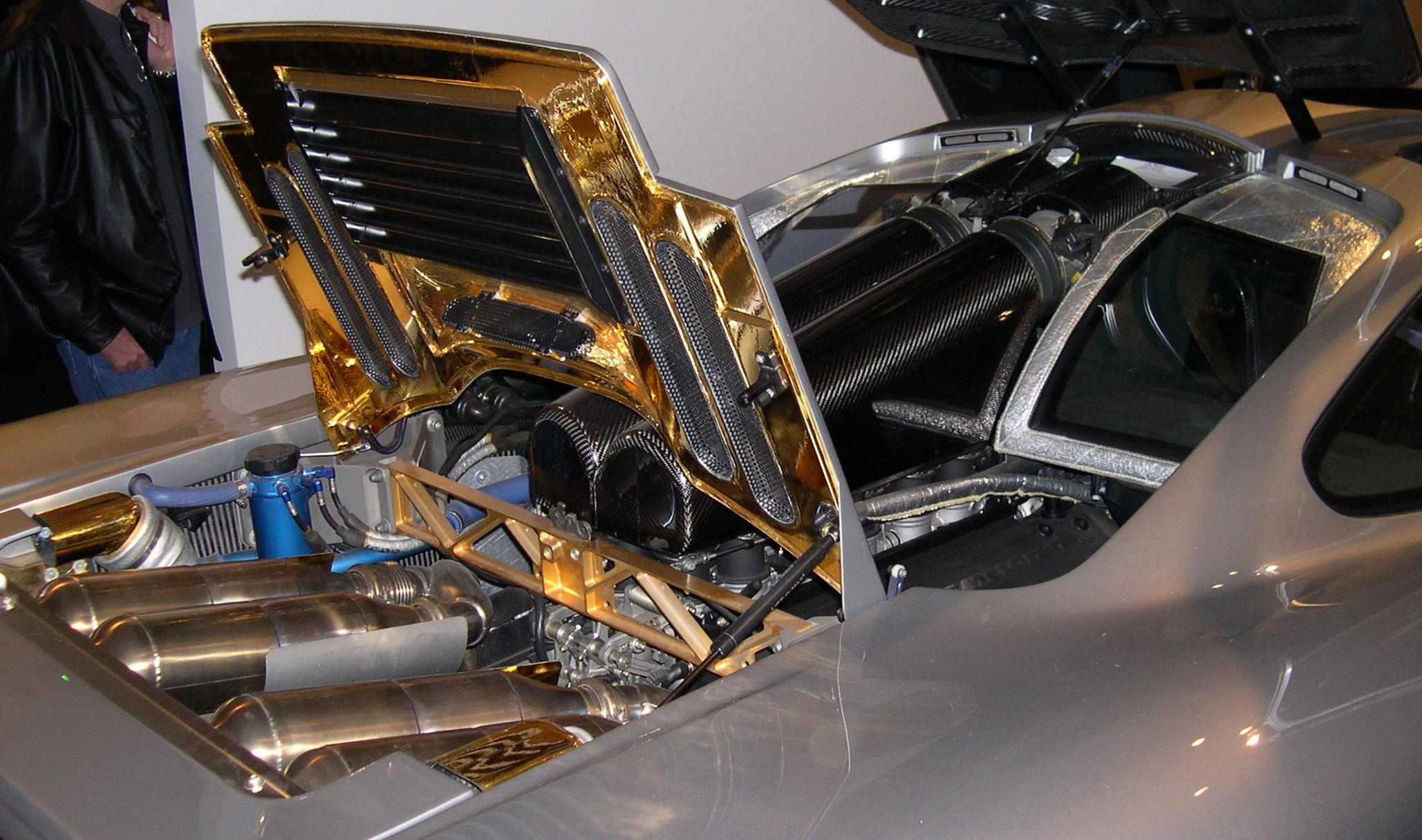
V12 S70/2 McLaren F1

| Producent                                  | BMW M-Motorsport - Niemcy              |
| Liczba cylindrów                           | V12 60° w układzie V                   |
| Masa silnika                               | 280 kg                                 |
| Liczba zaworów                             | 4 zawory na cylinder (4v) 48v DOHC     |
| Średnica cylindrów                         | 86,0 mm                                |
| Skok tłoka                                 | 87,0 mm                                |
| Pojemność cm ³                             | 6064 cm³                               |
| Stopień sprężania z katalizatorem          | 11,0:1                                 |
| Moc maksymalna z katalizatorem             | 471 kW - 640 KM                        |
| Obroty maksymalne                          | 7500 obr./min (chwilowe 7800 obr./min) |
| Maksymalny moment obrotowy z katalizatorem | 650 Nm przy 4000-5600 obr./min         |
| ------------------------------------------ | -------------------------------------- |

## S70/2-B60 (McLaren F1)

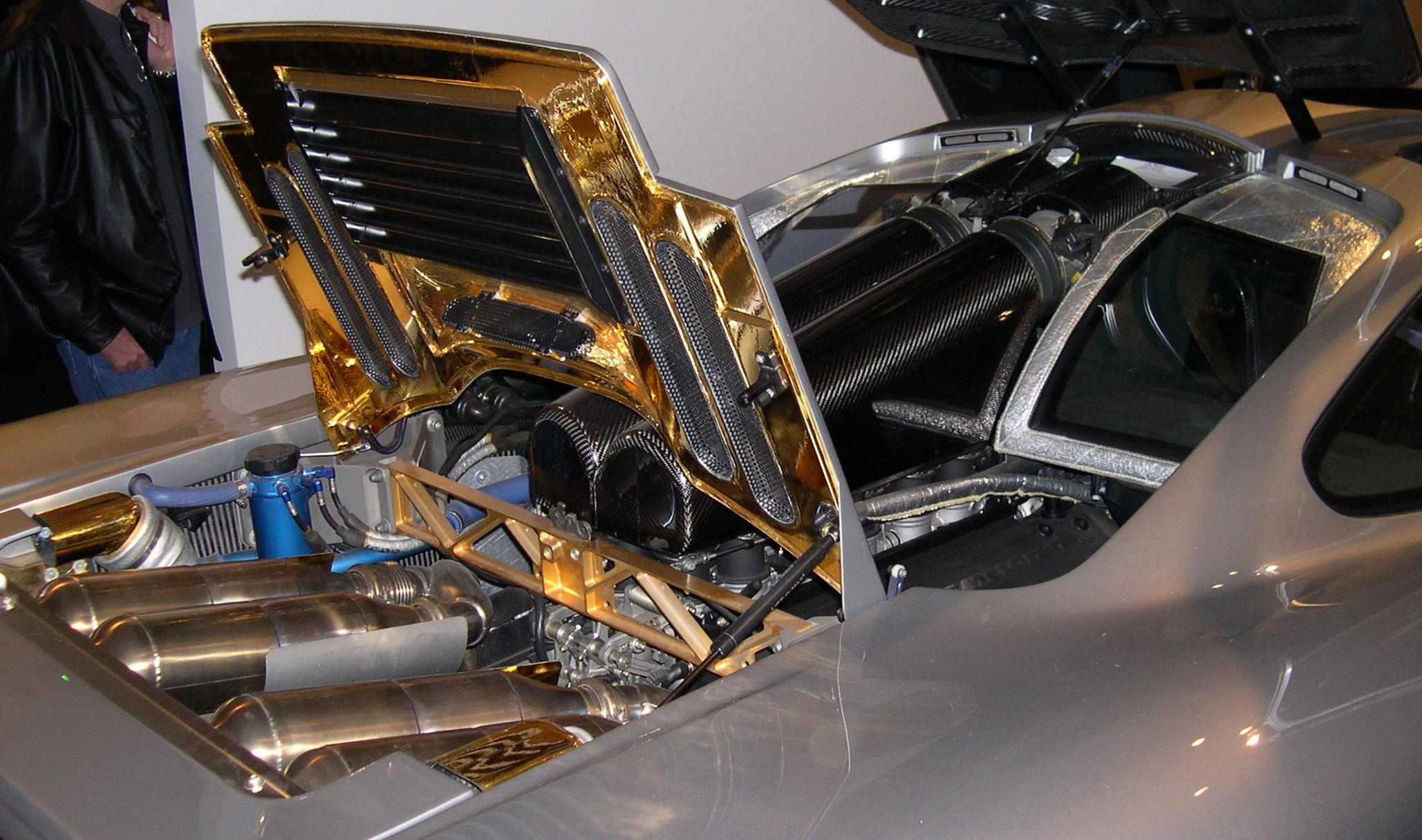
V12 S70/3 McLaren F1 LM

| Producent                                  | BMW M-Motorsport - Niemcy              |
| Liczba cylindrów                           | V12 60° w układzie V                   |
| Masa silnika                               | 266 kg                                 |
| Liczba zaworów                             | 4 zawory na cylinder (4v) 48v DOHC     |
| Średnica cylindrów                         | 86,0 mm                                |
| Skok tłoka                                 | 87,0 mm                                |
| Pojemność cm ³                             | 6064 cm³                               |
| Stopień sprężania z katalizatorem          | 10,5:1                                 |
| Moc maksymalna z katalizatorem             | 467 kW - 627 KM                        |
| Obroty maksymalne                          | 7400 obr./min (chwilowe 7500 obr./min) |
| Maksymalny moment obrotowy z katalizatorem | 650 Nm przy 4000-5600 obr./min         |
| ------------------------------------------ | -------------------------------------- |

## S70/3-B60 (McLaren F1 LM)
| Producent                                  | BMW M-Motorsport - Niemcy              |
| Liczba cylindrów                           | V12 60° w układzie V                   |
| Masa silnika                               | 266 kg                                 |
| Liczba zaworów                             | 4 zawory na cylinder (4v) 48v DOHC     |
| Średnica cylindrów                         | 86,0 mm                                |
| Skok tłoka                                 | 87,0 mm                                |
| Pojemność cm ³                             | 6064 cm³                               |
| Stopień sprężania z katalizatorem          | 10.5:1                                 |
| Moc maksymalna z katalizatorem             | 498 kW - 668 KM                        |
| Obroty maksymalne                          | 7800 obr./min (chwilowe 8000 obr./min) |
| Maksymalny moment obrotowy z katalizatorem | 705 Nm przy 4500 obr./min              |
| ------------------------------------------ | -------------------------------------- |